# Giles, Giles and Fripp
Giles, Giles and Fripp je rock glasbena skupina poznih 60. let 20. stoletja, katere člani so bili brata bobnar Michael Giles in bas kitarist Peter Giles ter kitarist Robert Fripp.
Izdali so samo en album, The Cheerful Insanity of Giles, Giles and Fripp, leta 1968 pri založbi Deram Records.
Leta 2002 so izdali še The Brondesbury Tapes, ki vključuje posnetke iz leta 1968, pri katerih sta sodelovala tudi Ian McDonald na saksofonu in flavti ter Judy Dyble kot pevka.
Michael Giles, Fripp in McDonald so bili tudi člani prve zasedbe skupine King Crimson, skupaj z bas kitaristom in pevcem Gregom Lakeom in pesnikom Petrom Sinfieldom. Peter Giles je 1970. sodeloval še na drugem albumu King Crimson In the Wake of Poseidon, nato pa se je leta 2002 pridružil skupini 21st Century Schizoid Band. Judy Dyble se je pridružila skupini Fairport Convention.